# Casas Grandes (España)
Casas Grandes (llamada oficialmente As Casas Grandes) es una aldea española situada en la parroquia de Millán, del municipio de Sober, en la provincia de Lugo, Galicia.

## Demografía
| Gráfica de evolución demográfica de Casas Grandes entre 2000 y 2021 |
|                                                                     |
| Datos según el nomenclátor publicado por el INE.                    |